# TV 2 World
TV 2 World A/S var et udviklingsselskab under TV 2, der udviklede programformater til TV 2's kanaler og andre tv-stationer samt videresolgte programmer produceret af TV 2-familien og andre producenter til hele verden. Selskabet blev grundlagt 1. januar 2005 og eksisterer stadig, men alle aktiviteter i selskabet er indstillet.
Selskabet stod bl.a. bag programmerne Grib Mikrofonen (TV 2), Sexskolen (TV3), Den Sorte Boks (TV 2), Syv sure mænd (TV 2 Zulu) og Vejen frem (TV 2).
Direktør var Hanne Danielsen, tidligere direktør for produktionsselskabet Strix Television og vært på DR og TV3. I udviklingsafdelingen sad bl.a. redaktørerne Martin Abildgaard, tidligere udviklingschef på Strix Television, og tv-instruktør og producer Kasper Birch.